# Cayetano de Thiene (filósofo)
Cayetano de Thiene (1387–1465) fue un filósofo del Renacimiento y físico italiano, que nació y vivió en la ciudad de Padua. Cayetano, discípulo de Pablo de Venecia, sostuvo al igual que este último una interpretación averroísta de las enseñanzas de Aristóteles. Trabajó para lograr un compromiso entre dicha posición y las doctrinas cristianas acerca de la inmortalidad personal del alma, aunque finalmente acabaría abandonando el averroísmo por completo.
Fue uno de los sucesores de Pablo de Venecia como profesor de filosofía natural en la Universidad de Padua. Uno de los discípulos de Cayetano, Nicoletto Vernia, acabaría sucediéndolo en dicha posición tras su muerte. Entre sus alumnos se encontraron también Pietro Roccabonella, un destacado profesor de medicina de Padua, y Ludovico Podocataro, que fue arquiatra de Bonifacio VIII y de Alejandro VI.